# Alfredo Rodrigues Gaspar

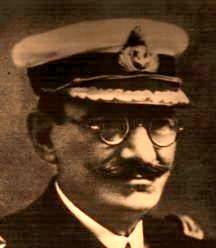
Alfredo Rodrigues Gaspar.

Alfredo Rodrigues Gaspar (Funchal, 8 augustus 1865 – Lissabon, 1 december 1938) was een Portugees kapitein-op-zee, politicus en eerste minister tijdens de Eerste Portugese Republiek.

## Levensloop
Rodrigues Gaspar begon een militaire loopbaan als marineofficier, waarna hij bevorderd werd tot kapitein-op-zee. Nadat op 6 oktober 1910 de republiek werd uitgeroepen, begon hij aan een politieke loopbaan en werd als lid van de Democratische Partij verkozen in de Assembleia da República.
Van 12 december 1914 tot en met 25 januari 1915 was hij minister van Koloniën in de regering van Vítor Hugo de Azevedo Coutinho, wat hij van 17 mei 1915 tot en met 15 maart 1916 opnieuw was in de regeringen van José de Castro en Afonso Costa.
Van 1918 tot 1919 was hij voorzitter van de stadsraad van Lissabon, waarna hij van 30 juni 1919 tot en met 3 januari 1920 minister van Koloniën was in de regering van Alfredo de Sá Cardoso. Van 7 februari 1922 tot en met 22 november 1923 was hij dat nogmaals in de regering van António Maria da Silva.
Op 7 juli 1924 volgde hij Álvaro de Castro op als premier van Portugal. Veel regeringen tijdens de Eerste Portugese Republiek kwamen meestal na enkele maanden ten val en dit was op 22 november 1924 ook zo bij Rodrigues Gaspar. Zijn opvolger als premier werd José Domingues dos Santos. In diens regering was hij minister van Binnenlandse Zaken en interimminister van Landbouw.